# HMS K1
L'HMS K5 è stato un sommergibile di squadra della Classe K della Royal Navy, operante nel corso della prima guerra mondiale. 

## Storia
Prima unità della classe K, fu impostata nell'arsenale di Portsmouth nel agosto 1915, venne varata il 14 novembre 1916, ed entrò in servizio nell'aprile 1917. al comando del commander Charles Stuart Benning (28 novembre 1884–7 marzo 1924).

## Descrizione tecnica
Il K1 apparteneva a una classe di 18 grandi sommergibili che dovevano operare insieme alle unità di superficie della Grand Fleet. il dislocamento era pari a 1.883 tonnellate in superficie, e 2.565 in immersione. L'apparato propulsore era formato da due caldaie Yarrow che azionavano due turbine a vapore Brown-Curtiss o Parsons eroganti 10 500 shp (7,8 MW) ciascuna. Vi erano inoltre 4 motori elettrici, ognuno da 1.440 hp (1.070 kW), e un generatore diesel Vickers da 800 hp (600 kW) per caricare le batterie in superficie.  L'impianto propulsivo azionava due eliche tripala da 2,29 m (7 ft 6 in) di diametro. Con una lunghezza di 104 m il sommergibile raggiungeva una velocità massima in superficie di 24 nodi, che scendevano a 8 in immersione. L'autonomia in superficie era di 800 nmi (1 500 km) a 24 nodi (44 km/h), o 12.500 nmi  (23.200 km) a 10 nodi (19 km/h), mentre in immersione era pari a 8 miglia (15 km a 8 nodi (15 km/h), o a 40 miglia a 4 nodi (7,4 km/h).
L'equipaggio era formato da 6 ufficiali e 53 sottufficiali e comuni. L'armamento si basava su 4 tubi lanciasiluri da 460 mm a prua, 4 dello stesso calibro a poppa, con una dotazione massima di 16 armi, e 2 cannoni Mk.XI da 102 mm, e 1 da 76 mm.

## Impiego operativo
Entrato in servizio nell'aprile 1917 il K1, fu assegnato alla 12ª Flottiglia sommergibili operante in seno alla Grand Fleet. Il 18 novembre 1917, insieme all'incrociatore leggero Blonde e alle unità similari K3, K4, e K7 salpò per dare la caccia agli U-Boot tedeschi. Mentre navigava in linea di fila al largo della costa danese  all'improvviso il Blonde, unità capofila, fu costretta a virare bruscamente a sinistra per evitare tre incrociatori che le stavano tagliando la rotta a prua, da dritta a sinistra. Il brusco cambiamento di rotta colse di sorpresa i sommergibili, e ciò portò alla collisione tra i sommergibili K1 e K4. Il K1 aveva già perso la rotta a causa dell'acqua salata che, invece del carburante, era passata attraverso gli spruzzatori e spense le due caldaie. Il K3 gli passò molto vicino a babordo, mentre il K4 che seguiva il K3 si trovò improvvisamente davanti il K1, centrandolo a ridosso della falsatorre. L'acqua si riversò all'interno della sala controllo, che nel giro di pochi minuti fu invasa dal gas cloro rilasciato dalle batterie. Il Blonde ricevette la comunicazione che il K1 stava affondando, e l'incrociatore si fermo mettendo a mare due cutter. Le imbarcazioni di soccorso fecero cinque viaggi tra il Blonde e il K1 trasferendo tutti i 56 membri dell'equipaggio a bordo dell'incrociatore. Al fine di evitare l'eventuale cattura da parte del nemico il Blonde affondò l'immobilizzato K1 a colpi di cannone. Il comandante del K1, Charles Stuart Benning fu sottoposto due volte a corte marziale, una il 2 agosto 1917 per aver fatto arenare il K1, e una il 16 gennaio 1918 per la sua perdita.  Entrambe le volte ne uscì indenne.

### Fonti
1. 1 2  Colledge, Warlow 2006, p. 182.
2. ↑  Nash 2009, pp. 132-133.
3. ↑  Celi 1997, p. 10.
4. ↑  (EN) Edward C. Whitman, K for Katastrophe, in Undersea Warfare, n. 49, US Navy, Winter 2013. URL consultato il 20 agosto 2015 (archiviato dall'url originale il 24 settembre 2015).
5. 1 2  Bruce, Cogar 2014, p. 356.
6. ↑  Nash 2009, p. 128.
7. 1 2  Holland 2012, p. 145.
8. 1 2  RN Subs.
9. 1 2 3 4 5 6 7  Wreecksite.
10. 1 2  Dreadnought Project.